# Canton d'Armentières
Le canton d'Armentières est une division administrative française, située dans le département du Nord et la région Hauts-de-France. À la suite du redécoupage cantonal de 2014, les limites territoriales du canton sont remaniées. Le nombre de communes du canton passe de 8 à 11.

## Histoire
- De 1833 à 1848, les cantons d'Armentières et de Quesnoy-sur-Deûle avaient le même conseiller général. Le nombre de conseillers généraux était limité à trente par département[5].

Par décret du 17 février 2014, le nombre de cantons du département est divisé par deux, avec mise en application aux élections départementales de mars 2015. Le canton d'Armentières est conservé et s'agrandit. Il passe de huit à onze communes.

## Représentation

### Conseillers d'arrondissement (de 1833 à 1940)
| Période      | Période      | Identité                                   | Étiquette | Qualité |
| ------------ | ------------ | ------------------------------------------ | --------- | --- |
| 1833         | 1848         | Jean Baptiste Joseph Castrique (1796-1871) |           | Notaire à Armentières                                                                                       |
|              |              |                                            |           | |
| 1880         |              | Achille Lescornez (1813-1890)              |           | Propriétaire et marchand brasseur à Armentières                                                             |
|              |              |                                            |           | |
| 1895         | 1919         | Victor Vigneron (1847-1927)                | Libéral   | Maire de La Chapelle-d'Armentières (1892-1919)                                                              |
| 1919         | 1932 (décès) | Hubert Dansette de Forceville (1866-1932)  | URD       | Directeur de filatures à Armentières                                                                        |
| octobre 1932 | 1937         | Gustave Duriez (1894-1956)                 | SFIO      | Ouvrier du textile, employé puis chef de train, Armentières                                                 |
| 1937         | 1940         | Georges Baert                              | SFIO      | Menuisier, maire d'Houplines (1934-1966)                                                                    |
| 1940         |              |                                            |           | Les conseils d'arrondissement ont été suspendus par la loi du 12 octobre 1940 et n'ont jamais été réactivés |

### Conseillers généraux de 1833 à 2015
| Période                                  | Période      | Identité                                | Étiquette                                       | Qualité                                                                                        |
| ---------------------------------------- | ------------ | --------------------------------------- | ----------------------------------------------- | ---------------------------------------------------------------------------------------------- |
| 1833                                     | 1848         | Louis-Joseph Défontaine (1781-1868)     |                                                 | Ancien notaire à Lille                                                                         |
| 1848                                     | 1873 (décès) | Hubert Dansette-Leblond                 |                                                 | Manufacturier, Maire d'Armentières (1846-1869)                                                 |
| 1873                                     | 1877         | Victor Pouchain                         | Républicain                                     | Manufacturier, fabricant de toile Maire d'Armentières (1870-1878)                              |
| 1877                                     | 1889         | Auguste Mahieu                          | Républicain                                     | Manufacturier (filateur), Maire d'Armentières (1878-1881)                                      |
| 1889                                     | 1917 (décès) | Jules Dansette                          | Bonapartiste puis Act.lib. (Républicain rallié) | Directeur de filatures, Député de la 4e circonscription de Lille (1895-1917)                   |
| 1919                                     | 1937         | Charles Conem                           | RG                                              | Professeur de lycée, maire d'Armentières (1919-1929)                                           |
| 1937                                     | 1940         | Gustave Duriez                          | SFIO                                            | Ouvrier du textile, puis employé, puis chef de train, Armentières, conseiller d'arrondissement |
|                                          |              |                                         |                                                 |                                                                                                |
| 1943                                     | 1945         | Florimond Dufour                        |                                                 | Entrepreneur, maire d'Armentières (1940-1944) Nommé conseiller départemental en 1943           |
|                                          |              |                                         |                                                 |                                                                                                |
| 1945                                     | 1955         | Gustave Duriez                          | SFIO                                            | Maire d'Armentières (1955)                                                                     |
| 1955                                     | 1961         | Paul Theeten                            | RS puis UNR                                     | Négociant en combustibles Député (1946-1951), ancien conseiller municipal d'Armentières        |
| 1961                                     | 2004         | Gérard Haesebroeck                      | SFIO puis PS                                    | Agent publicitaire Député de 1973 à 1986 Maire d'Armentières de 1959 à 1999                    |
| 2004                                     | 2015         | Bernard Haesebroeck (fils du précédent) | PS                                              | Fonctionnaire Maire d'Armentières depuis 2008 Vice-Président du Conseil Général                |
| Les données manquantes sont à compléter. |              |                                         |                                                 |                                                                                                |

### Conseillers départementaux depuis 2015
| Période élective | Période élective | Mandat | Mandat   | Identité      | Nuance | Nuance | Qualité |
| ---------------- | ---------------- | ------ | -------- | ------------- | ------ | ------ | --- |
| 2015             | 2021             | 2015   | 2021     | Carole Borie  |        | LR     | Responsable pédagogique à l'Institut supérieur d'optique Adjointe au maire de Pérenchies                              |
| 2015             | 2021             | 2015   | 2021     | Michel Plouy  |        | LR     | Ancien attaché parlementaire, membre d'un cabinet ministériel Conseiller régional, conseiller municipal d'Armentières |
| 2021             | 2028             | 2021   | en cours | Sylvie Delrue |        | DVD    | Première adjointe au Maire de Deûlémont                                                                               |
| 2021             | 2028             | 2021   | en cours | Michel Plouy  |        | LR     | Conseiller sortant, conseiller municipal d'Armentières, conseiller métropolitain à la Métropole européenne de Lille   |

### Résultats détaillés

#### Élections de mars 2015
À l'issue du 1er tour des élections départementales de 2015, trois binômes sont en ballottage : Carole Borie et Michel Plouy (Union de la Droite, 32,3 %), Virginie Gruson et Stephan Zielatkiewicz (FN, 31,47 %) et Bernard Haesebroeck et Anne-Sophie Lenne (PS, 26,93 %). Le taux de participation est de 49,79 % (23 079 votants sur 46 354 inscrits) contre 46,81 % au niveau départemental et 50,17 % au niveau national.
Au second tour, Carole Borie et Michel Plouy (Union de la Droite) sont élus avec 38,24 % des suffrages exprimés et un taux de participation de 50,68 % (8 658 voix pour 23 492 votants et 46 358 inscrits).

#### Élections de juin 2021
Le premier tour des élections départementales de 2021 est marqué par un très faible taux de participation (33,26 % au niveau national). Dans le canton d'Armentières, ce taux de participation est de 29,97 % (14 242 votants sur 47 521 inscrits) contre 30,39 % au niveau départemental. À l'issue de ce premier tour, deux binômes sont en ballottage : Sylvie Delrue et Michel Plouy (Union à droite, 34,7 %) et Bernard Haesebroeck et Karine Trottein (Union à gauche, 32,57 %).
Le second tour des élections est marqué une nouvelle fois par une abstention massive équivalente au premier tour. Les taux de participation sont de 34,36 % au niveau national, 31,01 % dans le département et 30,66 % dans le canton d'Armentières. Sylvie Delrue et Michel Plouy (Union à droite) sont élus avec 59,14 % des suffrages exprimés (8 021 voix pour 14 572 votants et 47 521 inscrits),,. 

## Composition

### Composition avant 2015

Situation du canton d'Armentières dans son arrondissement avant 2015.

Jusqu'en 2015 le canton d'Armentières regroupait huit communes entières.
| Nom                       | Code Insee | Codepostal | Superficie (km2) | Population (dernière pop. légale) | Densité (hab./km2) |
| ------------------------- | ---------- | ---------- | ---------------- | --------------------------------- | ------------------ |
| Armentières (chef-lieu)   | 59017      | 59280      | 6,28             | 25 993 (2012)                     | 4 139              |
| Bois-Grenier              | 59088      | 59280      | 7,25             | 1 512 (2012)                      | 209                |
| Capinghem                 | 59128      | 59160      | 1,86             | 1 670 (2012)                      | 898                |
| La Chapelle-d'Armentières | 59143      | 59930      | 10,34            | 8 390 (2012)                      | 811                |
| Erquinghem-Lys            | 59202      | 59193      | 9,00             | 4 734 (2012)                      | 526                |
| Frelinghien               | 59252      | 59236      | 11,27            | 2 438 (2012)                      | 216                |
| Houplines                 | 59317      | 59116      | 11,32            | 7 791 (2012)                      | 688                |
| Prémesques                | 59470      | 59840      | 5,07             | 2 211 (2012)                      | 436                |

### Composition depuis 2015
Le canton d'Armentières comprend onze communes entières.
| Nom                                 | Code Insee | Intercommunalité              | Superficie (km2) | Population (dernière pop. légale) | Densité (hab./km2) | Modifier                                    |
| ----------------------------------- | ---------- | ----------------------------- | ---------------- | --------------------------------- | ------------------ | ------------------------------------------- |
| Armentières (bureau centralisateur) | 59017      | Métropole européenne de Lille | 6,28             | 26 107 (2022)                     | 4 157              | modifier les données · modifier les données |
| Bois-Grenier                        | 59088      | Métropole européenne de Lille | 7,25             | 1 784 (2022)                      | 246                | modifier les données · modifier les données |
| Capinghem                           | 59128      | Métropole européenne de Lille | 1,86             | 2 601 (2022)                      | 1 398              | modifier les données · modifier les données |
| La Chapelle-d'Armentières           | 59143      | Métropole européenne de Lille | 10,34            | 8 782 (2022)                      | 849                | modifier les données · modifier les données |
| Deûlémont                           | 59173      | Métropole européenne de Lille | 9,94             | 1 801 (2022)                      | 181                | modifier les données · modifier les données |
| Erquinghem-Lys                      | 59202      | Métropole européenne de Lille | 9,00             | 5 349 (2022)                      | 594                | modifier les données · modifier les données |
| Frelinghien                         | 59252      | Métropole européenne de Lille | 11,27            | 2 617 (2022)                      | 232                | modifier les données · modifier les données |
| Houplines                           | 59317      | Métropole européenne de Lille | 11,32            | 7 907 (2022)                      | 698                | modifier les données · modifier les données |
| Pérenchies                          | 59457      | Métropole européenne de Lille | 3,03             | 8 487 (2022)                      | 2 801              | modifier les données · modifier les données |
| Prémesques                          | 59470      | Métropole européenne de Lille | 5,07             | 2 029 (2022)                      | 400                | modifier les données · modifier les données |
| Warneton                            | 59643      | Métropole européenne de Lille | 4,17             | 233 (2022)                        | 56                 | modifier les données · modifier les données |
| Canton d'Armentières                | 5904       |                               | 79,53            | 67 697 (2022)                     | 851                | modifier les données                        |

## Démographie

### Démographie avant 2015
| 1962   | 1968   | 1975   | 1982   | 1990   | 1999   | 2006   | 2011   | 2012   |
| ------ | ------ | ------ | ------ | ------ | ------ | ------ | ------ | ------ |
| 43 576 | 46 661 | 48 449 | 49 355 | 51 684 | 52 872 | 52 623 | 54 242 | 54 739 |

### Démographie depuis 2015
En 2022, le canton comptait 67 697 habitants, en évolution de +3,8 % par rapport à 2016 (Nord : +0,51 %, France hors Mayotte : +2,11 %).
| 2013   | 2018   | 2022   |
| ------ | ------ | ------ |
| 65 248 | 65 708 | 67 697 |